# 赤穂市立有年小学校
赤穂市立有年小学校（あこうしりつ うねしょうがっこう）は、兵庫県赤穂市にある公立小学校。

## 沿革
- 1873年 - 開業小学校を東有年旧伝馬所に開設。立生小学校を西有年村会所に開設
- 1876年 - 立生・開業小学校を合併、有年小学校として開設
- 1878年 - 新校舎（瓦葺平屋）完成
- 1885年 - 学区改正。赤穂郡第二番学区八洞小学校の分校となり初等科設置
- 1887年 - 赤穂郡第十五番学区東有年簡易小学校と改称
- 1889年 - 簡易科を原村に移し、尋常科を設置する
- 1903年 - 有年尋常高等小学校と改称
- 1941年 - 有年国民学校と改称
- 1947年 - 有年村立有年小学校と改称
- 1955年 - 赤穂市立有年小学校と改称

## 通学区域
- 東有年及び西有年

## 進学先中学校
- 卒業生の大半は赤穂市立有年中学校へ進学する。

## 通学区域が隣接している学校
- 赤穂市立塩屋小学校
- 赤穂市立高雄小学校
- 赤穂市立原小学校
- 上郡町立山野里小学校
- 岡山県備前市立三石小学校